# Lithops dorotheae
Lithops dorotheae es una especie de planta suculenta perteneciente a la familia  Aizoaceae que es nativa de Sudáfrica. 

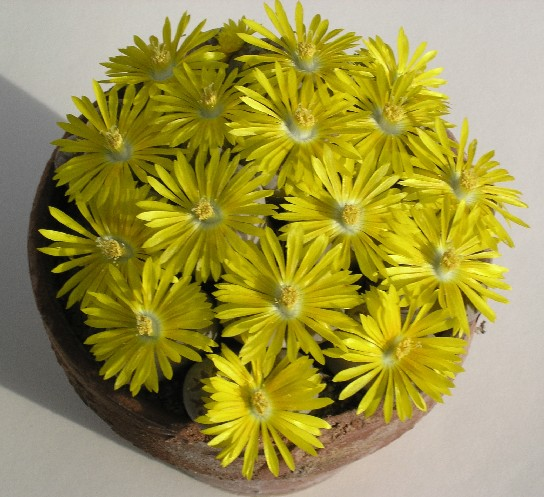
En flor

## Descripción
Forma grupos de dos hojas acopladas, divididas por una fisura por donde aparecen las flores. Cada par de hojas forman el cuerpo de la planta que tiene forma cilíndrica o cónica con una superficie plana. De la fisura entre las hojas brota, en periodo vegetativo, las nuevas hojas y en cuanto se abren, las antiguas se agostan. Alcanza los 20 cm de altura y tiene las flores de color amarillo.

## Taxonomía
Lithops dorotheae fue descrita por Gert Cornelius Nel, y publicado en Succulenta (Netherlands) 21: 71 1939.
Etimología
Lithops: nombre genérico que deriva de las palabras griegas: "lithos" (piedra) y "ops" (forma).
dorotheae: epíteto otorgado en honor de  Christina Dorothea van Huyssteen, residente de Bellville (Sudáfrica) donde el tipo de espécimen de la especie era cultivada.
Sinonimia
- Lithops eksteeniae L.Bolus (1939)[2]